# Saprinus nitidus
Saprinus nitidus är en skalbaggsart som först beskrevs av Christian Rudolph Wilhelm Wiedemann 1825.  Saprinus nitidus ingår i släktet Saprinus och familjen stumpbaggar. Inga underarter finns listade i Catalogue of Life.